# 阿讷西区
阿讷西区（法語：Arrondissement de Annecy）是法国奥弗涅-罗讷-阿尔卑斯大区上萨瓦省所辖的一个区。总面积1259.2平方公里，总人口284358，人口密度226人/平方公里（2017年）。主要城镇为阿讷西。

## 辖区
阿讷西区辖有6个县与80个市镇。